# Polystichum alpinum
Polystichum alpinum är en träjonväxtart som beskrevs av Eduard Rosenstock. Polystichum alpinum ingår i släktet Polystichum och familjen Dryopteridaceae. Inga underarter finns listade.